# 社會事務及就業部
社會事務及就業部（Ministerie van Sociale Zaken en Werkgelegenheid，SZW）是掌管社會事務的荷蘭部會，範圍包含就業、勞資關係、社會保險系統等等。社會部設有一位國務秘書輔佐大臣（部長）。

## 職責
社會部掌管五大政策領域：
- 就業及勞動市場
- 社會保險
- 收入政策
- 勞資關係
- 職業安全與健康

## 組織

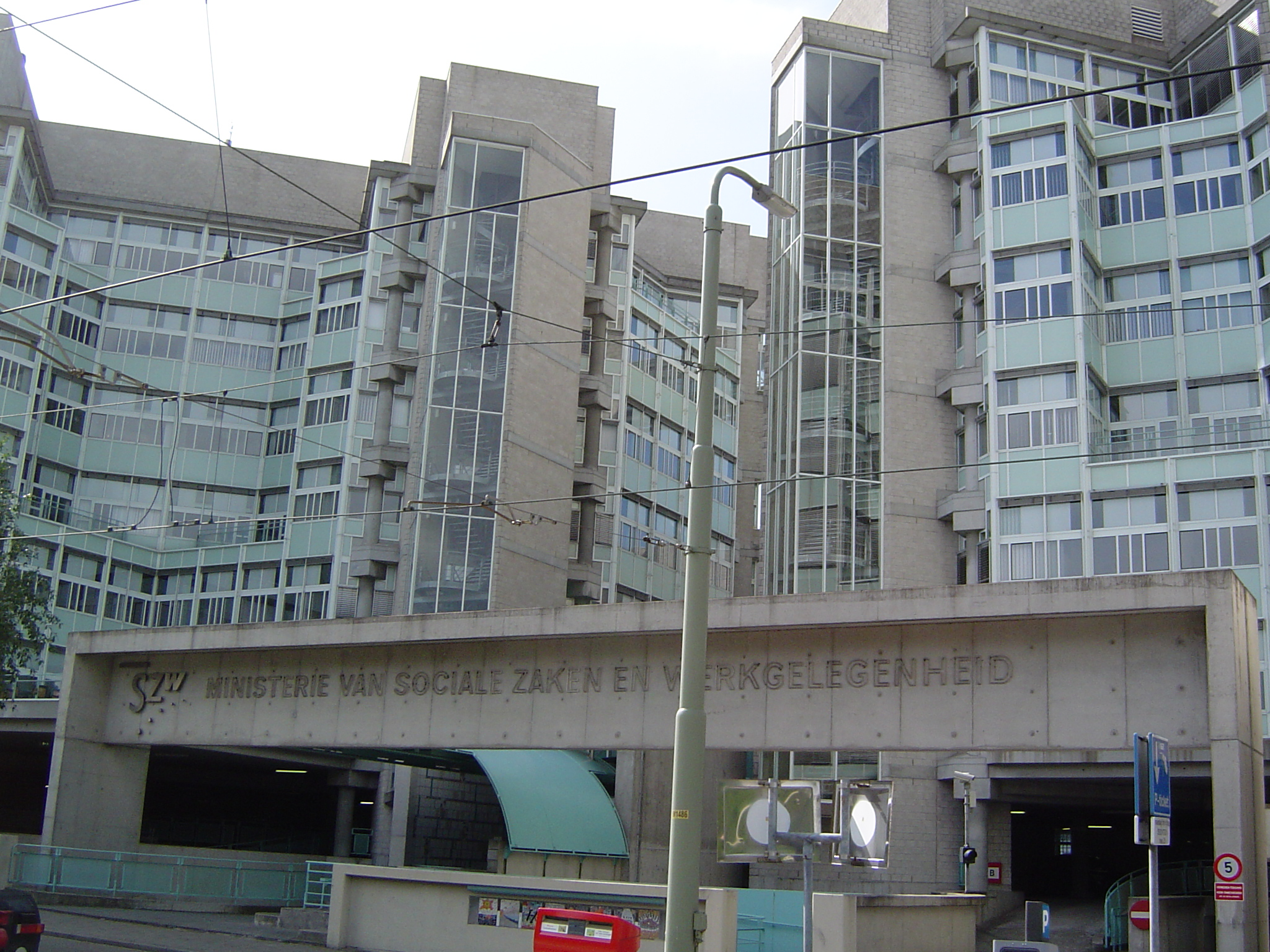
位於海牙的行政大樓

社會部最高首長為一位大臣及一位國務秘書。總部位於海牙。正副秘書長管理行政部門。下設三個總司：
- 參與及收入保障總司（Directeur-generaal Participatie en Inkomenswaarborg）
  - 負責促進就業和收入保障等政策
- 工作總司（Directeur-generaal Werk）
  - 負責僱用條款、勞動法、工作狀況和勞資關係等政策
- 行政、執行總司（Directeur-generaal Uitvoering, Handhaving en Bedrijfsvoering）

## 歷史
社會部成立於經濟大恐慌時期的1933年。在這之前，社會事務由荷蘭經濟部負責。二戰結束後，荷蘭轉型為福利國家，因此社會部的地位日益重要。
1982年，為了增加副首相约普·登厄伊尔的職權，勞動市場政策由經濟部移交給社會部。

## 外部連結
- （荷兰文） 社會及就業部 （页面存档备份，存于）
  - Inspectorate SZW/Inspectie SZW: 中文 (Chinese)
  - "Inspectorate SZW." （英文）